# 格雷厄姆萊克斯鎮區 (明尼蘇達州諾布爾斯縣)
格雷厄姆萊克斯鎮區（英語：Graham Lakes Township）是位於美國明尼蘇達州諾布爾斯縣的一個行政鎮區。

## 地方資料
格雷厄姆萊克斯鎮區的面積為89.98平方千米，當中陸地面積為85.47平方千米，而水域面積為4.51平方千米。根據2020年美國人口普查的數據，當地共有人口176人，而人口密度為每平方千米1.96人。